# Liadagmis Povea
Liadagmis Povea (ur. 6 lutego 1996) – kubańska lekkoatletka specjalizująca się w trójskoku.
W 2014 wywalczyła srebrny medal juniorskich mistrzostw świata w Eugene.
Złota medalistka mistrzostw Kuby.
Rekord życiowy: stadion – 14,93 (22 maja 2021, Hawana) / 15,05w (8 marca 2019, Hawana); hala – 14,81 (15 lutego 2023, Liévin).

## Osiągnięcia
| Rok  | Impreza                               | Miejsce        | Pozycja           | Wynik  |
| ---- | ------------------------------------- | -------------- | ----------------- | ------ |
| 2014 | Mistrzostwa świata juniorów           | Eugene         | 2. miejsce        | 14,07w |
| 2015 | Igrzyska panamerykańskie              | Toronto        | 6. miejsce        | 13,97w |
| 2015 | Mistrzostwa panamerykańskie juniorów  | Edmonton       | 2. miejsce        | 14,08  |
| 2016 | Igrzyska olimpijskie                  | Rio de Janeiro | el. – 25. miejsce | 13,78  |
| 2017 | Mistrzostwa Świata                    | Londyn         | el. – 22. miejsce | 13,55  |
| 2019 | Igrzyska panamerykańskie              | Lima           | 3. miejsce        | 14,60  |
| 2019 | Mistrzostwa świata                    | Doha           | el. – 15. miejsce | 14,08  |
| 2021 | Igrzyska olimpijskie                  | Tokio          | 5. miejsce        | 14,70  |
| 2022 | Halowe mistrzostwa świata             | Belgrad        | 5. miejsce        | 14,45  |
| 2022 | Mistrzostwa ibero-amerykańskie        | La Nucia       | 2. miejsce        | 14,41  |
| 2022 | Mistrzostwa świata                    | Eugene         | el. – 16. miejsce | 14,01  |
| 2023 | Igrzyska Ameryki Środkowej i Karaibów | San Salvador   | 3. miejsce        | 14,85  |
| 2023 | Mistrzostwa świata                    | Budapeszt      | 6. miejsce        | 14,87  |
| 2023 | Igrzyska panamerykańskie              | Santiago       | 2. miejsce        | 14,41  |
| 2024 | Halowe mistrzostwa świata             | Glasgow        | –                 | DNS    |
| 2024 | Igrzyska olimpijskie                  | Paryż          | 4. miejsce        | 14,64  |
| 2025 | Halowe mistrzostwa świata             | Nankin         | 2. miejsce        | 14,57  |